# Luftwaffenkommando (Wehrmacht)
Die Luftwaffenkommandos, auch Luftwaffen-Kommandos, der Luftwaffe der Wehrmacht waren Kommandobehörden, welche in besetzten Gebieten oder aufgrund taktischer Überlegungen gebildet wurden. Als Vorläufer der Luftflotten existierten sogenannten Luftwaffengruppenkommandos, welche dann in die jeweiligen Verbände überführt wurden.
| Name                          | Ursprungsverband                | Aufstellungsdatum  | Zielverband nach Auflösung | Auflösungsdatum    | Siehe                                 |
| ----------------------------- | ------------------------------- | ------------------ | -------------------------- | ------------------ | ------------------------------------- |
| Luftwaffenkommando 4          | Luftflotte 4                    | 6. April 1945      | -                          | zu Kriegsende      | Luftwaffenkommando 4                  |
| Luftwaffenkommando Don        | I. Fliegerkorps                 | 26. August 1942    | I. Fliegerkorps            | 17. Februar 1943   | Luftwaffenkommando Don                |
| Luftwaffenkommando Kaukasus   | Generalkommando I. Flak-Korps   | 25. November 1942  | I. Flak-Korps              | 6. Februar 1943    | Luftwaffenkommando Kaukasus           |
| Luftwaffenkommando Kurland    | Luftflotte 1                    | 17. April 1945     | -                          | zu Kriegsende      | Luftwaffenkommando Kurland            |
| Luftwaffenkommando Nordost    | II. Fliegerkorps                | 12. April 1945     | -                          | zu Kriegsende      | Luftwaffenkommando Nordost            |
| Luftwaffenkommando Ost        | Generalkommando V. Fliegerkorps | 1. April 1942      | Luftflotte 6               | 6. Mai 1943        | Luftwaffenkommando Ost                |
| Luftwaffenkommando Ostpreußen | Luftkreiskommando I             | 4. Februar 1938    | -                          | 30. September 1939 | Luftwaffenkommando Ostpreußen 1938/39 |
| Luftwaffenkommando Ostpreußen | Luftgaukommando I               | 24. Januar 1945    | -                          | zu Kriegsende      | Luftwaffenkommando Ostpreußen 1945    |
| Luftwaffenkommando Schlesien  | VIII. Fliegerkorps              | 25. Januar 1945    | 2. Februar 1945            | VIII. Fliegerkorps | Luftwaffenkommando Schlesien          |
| Luftwaffenkommando VIII       | VIII. Fliegerkorps              | 29. April 1945     | -                          | zu Kriegsende      | Luftwaffenkommando VIII               |
| Luftwaffenkommando Südost     | X. Fliegerkorps                 | 1. Januar 1943     | -                          | 22. Oktober 1944   | Luftwaffenkommando Südost             |
| Luftwaffenkommando West       | Luftflotte 3                    | 28. September 1944 | -                          | zu Kriegsende      | Luftwaffenkommando West               |